# Avvecklingsmyndigheten för Integrationsverket
Avvecklingsmyndigheten för Integrationsverket var en tillfälligt inrättad svensk statlig myndighet. Myndigheten inrättades i mars 2007 genom riksdagens beslut om Avvecklingsmyndigheten för Integrationsverket på basis av regeringens proposition 2007/08:1.
Chef för myndigheten var Lena Häll Eriksson under perioden mars 2007 till och med augusti 2008. Myndigheten upphörde hösten 2008.